# René Glodek
Pour les articles homonymes, voir Glodek.
René Glodek (né à Paris le 27 février 1925 - mort à Paris le 23 avril 2014) est un ancien résistant français.

## Biographie
Né d’un père juif polonais et d’une mère juive russe, il est le frère de Mireille Miailhe, l'oncle de Florence Miailhe et le beau-frère de Pierre Roland-Lévy.
Pendant la Seconde Guerre mondiale, il sert dans la Résistance aux côtés de Victor Leduc et Jeanne Modigliani.
En 1991, le dramaturge Alain Gautré lui dédie sa pièce Chef-lieu, publiée chez Actes Sud.
En 2004, il reçoit du maire Jean-Luc Moudenc, la médaille d'or lors du 60e anniversaire de la Libération de Toulouse, commandée par Jean-Pierre Vernant, le colonel « Berthier », aux côtés de Serge Ravanel.